# Paul Rodgers
Paul Bernard Rodgers (sinh ngày 17 tháng 12 năm 1949) là một ca sĩ, nhạc sĩ sáng tác và nhạc công chơi nhiều nhạc cụ người Canada gốc Anh. Trong những năm 1960 và 1970, ông là giọng ca chính của các ban nhạc Free và Bad Company. Sau khi cố gắng ở hai ban nhạc ít được biết đến vào những năm 1980 và đầu những năm 1990, The Firm và The Law, ông trở thành một nghệ sĩ solo. Gần đây ông đã lưu diễn và thu âm với Queen. Một cuộc thăm dò trên tạp chí Rolling Stone đã xếp ông ở vị trí thứ 55 trong danh sách "100 ca sĩ vĩ đại nhất mọi thời đại". Năm 2011, Rodgers đã nhận được giải thưởng Ivor Novello của Viện hàn lâm Anh cho những đóng góp nổi bật cho âm nhạc Anh.
Rodgers đã được trích dẫn là một ảnh hưởng đáng kể đến một số ca sĩ nhạc rock đáng chú ý. Năm 1991, John Mellencamp gọi Rodgers là "ca sĩ nhạc rock hay nhất từ trước đến nay". Freddie Mercury đặc biệt thích Rodgers và phong cách hung hăng của Rodgers.